# Ma'afu Fia
Pour les articles homonymes, voir Ma'afu.
Pas d'image ? Cliquez ici

a Compétitions nationales et continentales officielles uniquement.

b Matchs officiels uniquement.
Dernière mise à jour le 27 février 2025.
Ma'afu Fia, né le 22 novembre 1989 à Tofoa (Tonga), est un joueur international tongien de rugby à XV évoluant au poste de pilier.

## Carrière

### En club
Ma'afu Fia émigre en Nouvelle-Zélande avec sa famille en 2001, alors qu'il est âgé de 12 ans. Il commence sa carrière professionnelle en 2008, lorsqu'il rejoint l'équipe néo-zélandaise de Manawatu évoluant en National Provincial Championship,. Après deux premières saisons où il joue peu, il s'impose comme un titulaire au poste de pilier droit de sa province à partir de la saison 2012 de NPC.
En novembre 2011, il est retenu par la franchise des Highlanders pour disputer la saison 2012 de Super Rugby,. Il joue quatre saisons avec la franchise de Dunedin, disputant trente-neuf matchs. Avec cette équipe, il remporte l'édition 2015 du Super Rugby, mais ne dispute que les trois premiers matchs de la saison en raison d'une blessure au genou.
Il quitte la Nouvelle-Zélande en 2015 pour signer un contrat de trois saisons avec la franchise galloise des Ospreys en Pro14. En 2018, après trois bonnes saisons, il prolonge son contrat pour deux saisons supplémentaires. Il prolonge à nouveau son contrat pour deux saisons de plus en mars 2020. Lors de la saison 2021-2022 du United Rugby Championship, la récente arrivée du pilier international gallois Tomas Francis fait drastiquement chuter son temps de jeu.
En manque de temps de jeu avec les Ospreys, il est prêté pour le restant de la saison au club anglais de Bath en Premiership, où il compense plusieurs blessures au poste de pilier,. Arrivé en février 2022, il joue sept matchs avec sa nouvelle équipe. Au terme de la saison, il n'est pas conservé par Bath, alors que son contrat aux Ospreys est également expiré,.
En juin 2022, Fia s'engage avec le club français de l'USA Perpignan, évoluant en Top 14, pour un contrat d'une saison, plus une autre en option. Il n'est pas conservé au terme de sa première saison.
Il rejoint ensuite avec l'US bressane, en Nationale, en 2023. En octobre 2024, il est contraint d'arrêter sa carrière de joueur pour des raisons médicales.

### En équipe nationale
Ma'afu Fia est sélectionné pour évoluer avec l'équipe de Nouvelle-Zélande des moins de 20 ans pour participer au championnat du monde juniors en 2009, compétition qu'il remporte,.
Il est sélectionné pour la première fois avec l'équipe des Tonga en novembre 2018, et obtient sa première cape internationale le 17 novembre 2018 à l’occasion d’un test-match contre l'équipe du pays de Galles à Cardiff,.
En 2019, il est retenu dans le groupe tongien pour disputer la Coupe du monde au Japon. Il dispute quatre matchs dans cette compétition, contre l'Angleterre, l'Argentine, la France et les États-Unis.

## Palmarès

### En club
- Vainqueur du Super Rugby en 2015 avec les Highlanders.

### En équipe nationale
- 12 sélections avec les Tonga entre 2018 et 2021.
- 0 point.

- Participation à la Coupe du monde 2019 (4 matchs)